# Simulium kauntzeum
Simulium kauntzeum är en tvåvingeart som beskrevs av Gibbins 1938. Simulium kauntzeum ingår i släktet Simulium och familjen knott. Inga underarter finns listade i Catalogue of Life.